# کریس ریفرت
کریس ریفرت (انگلیسی: Chris Reifert؛ زادهٔ ۲۳ فوریهٔ ۱۹۶۸) موسیقی‌دان اهل ایالات متحده آمریکا است. وی از سال ۱۹۸۵ میلادی تاکنون مشغول فعالیت بوده است.